# Reacción de Henry
La reacción de Henry o reacción nitroaldólica es una reacción de tipo aldólica entre un aldehído o una cetona y un nitroalcano primario o secundario (clásicamente nitrometano). Fue descubierta en 1895 por el químico belga Louis Henry (1834-1913).
La etapa de adición nucleófila es catalizada por bases, y puede ser seguida de una reacción de eliminación de una molécula de agua si existe en el producto de adición un hidrógeno ácido en α al grupo nitro, es el caso con nitroalcanos primarios. La deshidratación es especialmente favorable cuando posibilita la conjugación con un grupo arilo en compuestos aromáticos. Así pues, el producto de la reacción es un β-nitroalcohol o un nitroalqueno.